# Gusta Alstrová
Gusta Alstrová, rozená Kieswettrová, křtěná Augusta (2. srpna 1878 Plzeň – 11. května 1953 Plzeň), byla česká spisovatelka, básnířka a překladatelka.

## Životopis
Rodiče Gusty Alstrové byli Erhard Kieswetter, městský účetní v Plzni (1843 – 19. března 1881) a Anna Kieswetterová rozená Brožíková (1850–1942). Gusta měla tři sestry: Hanu Kieswettrovou (* 31. května 1873), Růženu Fišovou (* 14. února 1875) a Annu Bajerovou (* 22. dubna 1881). 19. května 1900 se provdala za Antonína Alstera (* 28. dubna 1871), vrchního inspektora čsl. drah. Spolu měli dva syny – Vladimíra a Antonína.
Gusta Alstrová napsala k roku 1934 68 povídek a humoresek, dvě delší práce, 25 fejetonů, 45 básní a epigramů, 44 článků do časopisů.

## Dílo

### Beletrie
- Sestry Salačovy: román z plzeňského ovzduší. Plzeň: G. Alstrová, 1935

### Překlad
- Vilém Meister: 1932[1]